# Une éducation manquée
Une éducation manquée (en español, Una educación incompleta) es una opereta en un acto y 9 escenas con música de Emmanuel Chabrier y libreto en francés de Eugène Leterrier y Albert Vanloo. Compuesta en 1878-79, la obra, que se ambienta en el siglo XVIII, es una opereta ligera y vivaz, estilo en el que Chabrier destacó y había perfeccionado en L'étoile alrededor de un año atrás. Fue muy admirada por Ravel, Hahn y Messager, entre otros.
La opereta se estrenó el 1 de mayo de 1879 como parte de un entretenimiento vespertino organizad por el "Cercle international" en el Boulevard des Capucines, con acompañamiento al piano del propio Chabrier. 
Esta ópera se representa muy rara vez en la actualidad; en las estadísticas de Operabase aparece con sólo 4 representaciones en el período 2005-2010.

## Personajes
| Personaje             | Tesitura | Reparto del estreno, 1 de mayo de 1879 (Acompañamiento al piano: Chabrier) |
| --------------------- | -------- | -------------------------------------------------------------------------- |
| Gontran de Boismassif | soprano  | Jane Hading                                                                |
| Hélène de la Cerisaie | soprano  | Mme Réval                                                                  |
| Maître Pausanias      | bajo     | Louis-Auguste Morlet                                                       |